# Hydrozetes niloticus
Hydrozetes niloticus är en kvalsterart som först beskrevs av Trägårdh 1905.  Hydrozetes niloticus ingår i släktet Hydrozetes och familjen Hydrozetidae. Inga underarter finns listade i Catalogue of Life.